# بوني ديفين
بوني ديفين هي فنانة تنصيبية كندية، ولدت في 1952 في تورونتو في كندا.